# Мандельштам, Маргарита Павловна
Маргари́та Фа́йвушевна (Па́вловна) Мандельшта́м (в замужестве Селинская, англ. Margarita Mandelstamm или Margaret Selinsky; 1896, Рига — 1961, Лос-Анджелес) — немецко-американская скрипачка российского происхождения.

## Биография
Родилась в Риге, в семье врача Файвуша Гиршевича (Павла Григорьевича) Мандельштама (13 января 1869, Новые Жагоры Шавельского уезда Ковенской губернии — 15 января 1933, Рига, Латвия), выпускника Юрьевского университета, и Мины Мандельштам (родители поженились в 1893 году в Риге). Училась в Берлинской королевской академической высшей музыкальной школе (нем. Königlichen akademischen Hochschule für Musik) у Вилли Хесса (1859—1939). В 1914 году вернулась в Россию и продолжила обучение в Санкт-Петербургской консерватории у Леопольда Ауэра. Дебютировала с концертной программой в Петрограде в 1915 году; последние выступления в России прошли в конце января 1917 года. Её отец в годы Первой мировой войны служил военным врачом в Малороссии, куда после Февральской революции к нему переехала вся семья (будущая скрипачка с матерью и сёстрами). Во время Гражданской войны они были некоторое время интернированы в немецком лагере для беженцев, после чего им удалось вернуться в Ригу. Здесь Маргарита Мандельштам вновь начала концертную деятельность, выступив с тремя рециталами, после чего переехала в Берлин.
В Берлине она быстро завоевала известность, гастролируя как с сольным концертами, так и в сопровождении Берлинского филармонического оркестра. 28 ноября 1921 года Маргарита Мандельштам вышла замуж за американского скрипача российского происхождения Макса Селинского (1892—1959), с которым выступила в скрипичном дуэте в Риге, Лондоне, и в марте 1922 года прибыла в США. Их первое совместное выступление в Америке состоялось 2 апреля того же года в нью-йоркском Эолиан-холле. Они продолжили выступления в скрипичном дуэте на протяжении 20-х годов и позже поселились в Лос-Анджелесе. Занималась педагогической деятельностью.

## Семья
- Сын — Виктор Селинский (1925—2006), художник-пейзажист. Дочь — Ксения Анита (в замужестве Хасман, 1922—?), музыкальный педагог, пианистка[7].
- Сестра — германский, израильский и американский архитектор Эльза Гидони-Мандельштам (1901—1978)[8][9].